# Херодиан (историк)
Вижте пояснителната страница за други личности с името Херодиан.
Херодиан (на латински: Herodianus, ок.180 – ок.250 г.) е гръцки историк, автор на „История на Римската империя от смъртта на Марк Аврелий“ (на латински: Historia post Marcum Aurelium). Произведението му съдържа 8 книги и обхваща управлението на Комод (180 – 192), Годината на Петимата императори (193), Династията на Северите (211 – 235), и Годината на Шестимата императори (238).